# パピコ

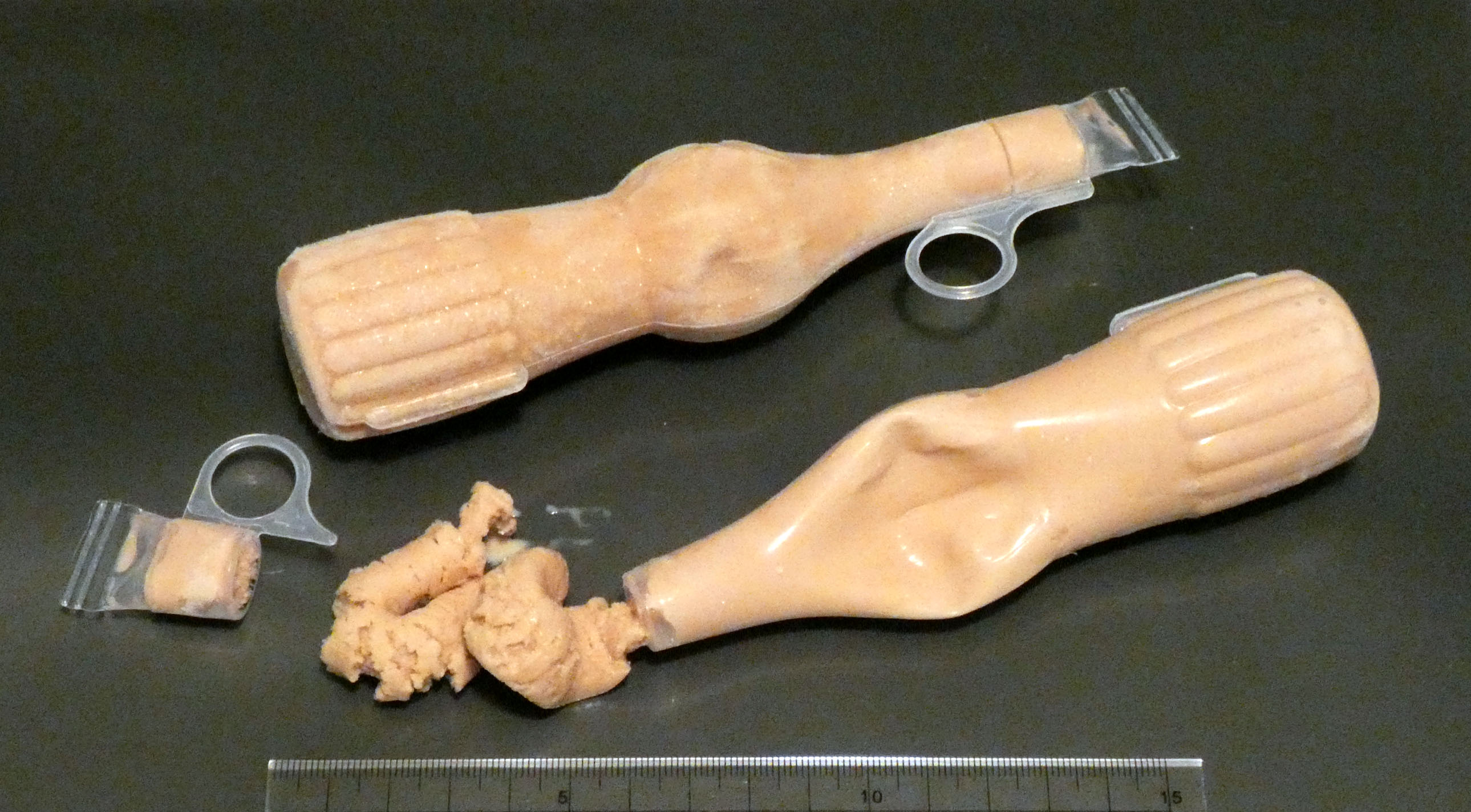
チョココーヒー

パピコは、江崎グリコが1974年から発売しているチューブ型氷菓の商標（商標登録第789020号）である。

## 概要
食品衛生法上の種別は商品によって氷菓、ラクトアイス、アイスミルクなど様々である。

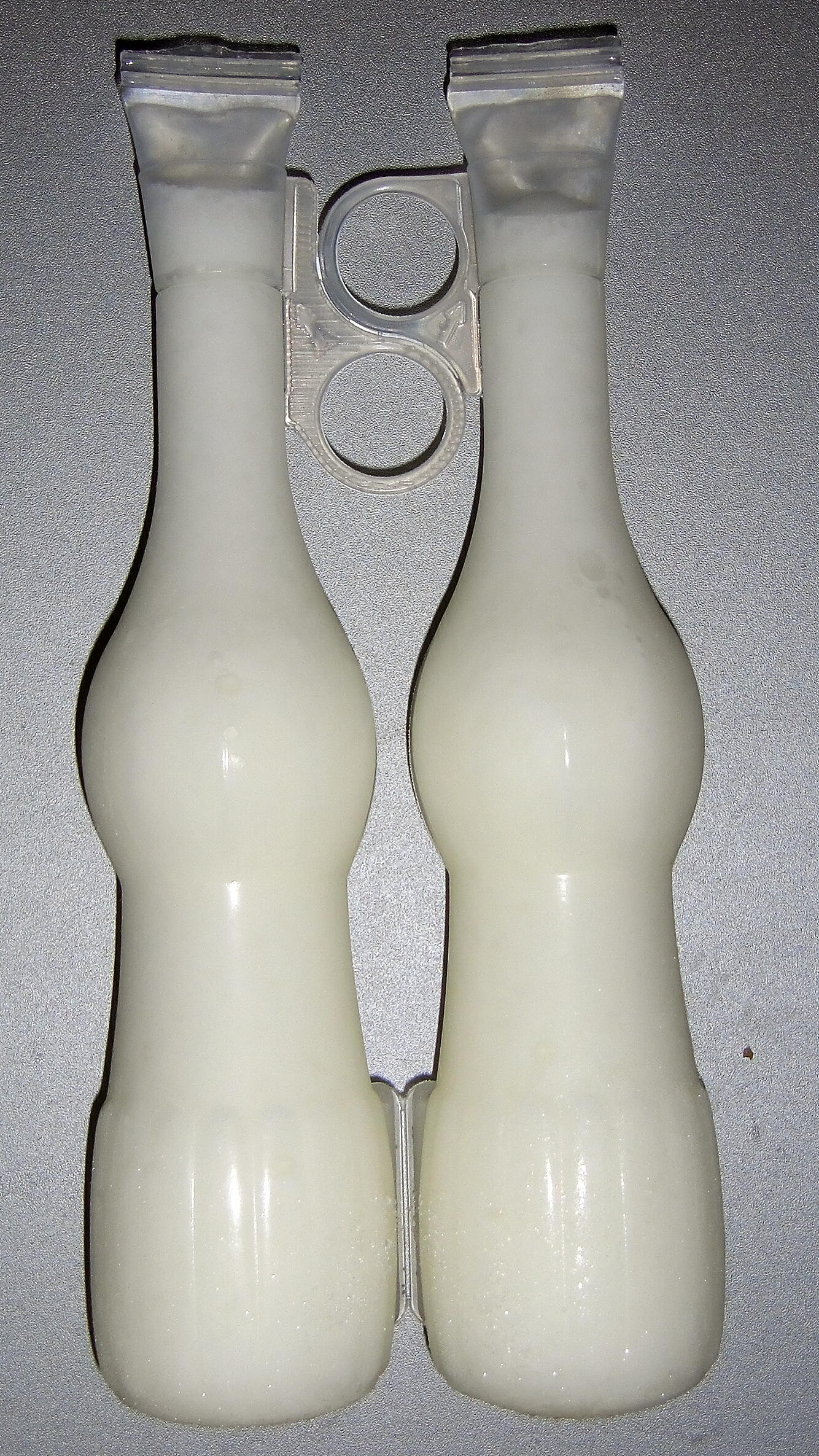
ホワイトサワー味

食べやすいように設計されたチューブ型の容器に封入されている。容器は2本が繋がって1セットになっているのが特徴。これは仲良く分け合って食べることを想定したものであり、特許を取得している。
1セット（2本）が袋に入った商品と、小さいサイズ5セット（10本）が箱に入ったマルチパックとがある。
「パピコ」という名称に特に意味はなく、歯切れが良く明るいイメージの語感から採用された。
かつてはホワイトサワー味（1974年発売）とチョココーヒー味（1977年発売）の2種類がレギュラー販売されていたが、一時チョココーヒー味のみがレギュラーとなり、ホワイトサワー味は春夏限定販売となった。2015年から秋冬に濃いホワイトサワー（のちにホワイトサワー濃い味に改名）の販売を開始した。なお、「ホワイトサワー」は「菓子及びパン」の分野において江崎グリコが商標登録している（第5446055号）。
当時の「白い色の氷菓は売れない」というジンクスを子供向けの乳酸菌飲料味にすることで打破し、想定年齢層以外にも好評だったことから定番のチョココーヒー味の販売に踏み切った。当初はガリガリした食感であったため成人した顧客の離脱があったが、1998年になめらかな食感のフローズンスムージーに改良したところ離脱者が減少し、売り上げが上昇した。しかし、かつての歯ごたえのあるイメージが蔓延していたため、その払拭を図って2016年のCMで「パピコはガリッとしていません」とアピールした。

## エピソード
- 2014年4月26・27の両日、「ニコニコ超会議３」の会場内において開催記念の「記念パピコ」チョココーヒー味が限定発売された。これは、2ちゃんねる用語の「記念パピコ」という言葉を敢えて真に受けて製造されたものである。
- 8月5日は「パピコの日」である[5]。

## 種類
- ホワイトサワー味（春夏限定）
- ホワイトサワー濃い味（秋冬限定）
- チョココーヒー味
- マンゴー＆バニラ味（期間限定）
- 宇治抹茶味（期間限定）
- グレープ味（期間限定）
- すりおろしりんご味（期間限定）
- 白桃&ホワイト味（期間限定）
- 味わい抹茶味（期間限定）
- オレンジ&マンゴー味（期間限定）
- サワー＆オレンジ味（期間限定）
- バニラシェイク味（期間限定）
- ゆずスムージー味（期間限定）
- いちごソルベ味（ファミリーパックのみ）
- 苺のスムージー味（期間限定）
- 抹茶ラテ味（期間限定）
- うまビタC味（期間限定）
- 桃のスムージー味（期間限定）
- バニラのフローズン（期間限定）
- ぶどうのスムージー（期間限定）
- 梨味（期間限定）
- ピスタチオ (期間限定)
- デザートショコラ(期間限定)
- 紫いも味(期間限定)
- かぼちゃ味(期間限定)
- シチリア産レモン（期間限定）
- 地中海レモン（期間限定）
- 瀬戸内海産レモン（期間限定）

## 主な歴代CMキャラクター
- 黒部幸英
- TOKIO
- 山田まりや
- SAYAKA
- 石原さとみ
- 松浦亜弥
- 春名風花
- 相武紗季
- 山崎静代
- 岡田准一（共演者：広瀬杏美・この縁から岡田が主演のドラマ『SP』とのタイアップCMでは松尾諭と平田敦子も共演している。）
- AKB48
  - CM第1作の「相性診断パピコ」篇、「ホントにパピコを半分こ」篇には、高橋みなみ、大島優子、渡辺麻友、島崎遥香、篠田麻里子、小嶋陽菜、柏木由紀ほか12人が出演しており、CMソングに「さよならクロール」が採用された[6]。さらに2014年3月4日には、当商品のテレビCMでセンターとして登場する「大人AKB48」の募集を開始。応募資格は同年4月12日時点で30歳以上の女性で、活動期間は同年4月12日から8月31日に限定、キャンペーン終了をもって卒業となっていた[7][8]。オーディションの結果、当時37歳の主婦・塚本まり子が選ばれ[9]、パピコのCMソングにも採用されている「教えて Mommy」のセンターポジションも務めた。2015年にも「パピプペパピコゲーム」篇、「福澤さんと対決」篇ほかに出演[10]。
- 福澤朗
  - 2015年の「福澤さんと対決」篇に出演[10]。
- 吹石一恵（2017年）[11]
- 優香（2002年、2018 - 2019年）[12]
- 吉岡里帆（2020 - 2021年）[13]
- 堀田真由（2022年 -）